# داش‌بلاغ (کاغذکنان)
داش‌بلاغ یکی از روستاهای استان آذربایجان شرقی است که در دهستان کاغذکنان مرکزی بخش کاغذکنان شهرستان میانه واقع شده‌است.